# Schwedische Marine
Die schwedische Marine (schwedisch Marinen) bildet den maritimen Arm der schwedischen Streitkräfte. Sie besteht aus Über- und Unterwassereinheiten – der Flotte (Flottan) – sowie aus Marineinfanterie-Einheiten, dem sogenannten Amphibischen Korps (Amfibiekåren).

## Geschichte
Am 7. Juni 1522, nur ein Jahr nach dem Abfall Schwedens von der Kalmarer Union, kaufte der Reichsverweser und spätere König Gustav I. eine Anzahl Schiffe von der Hansestadt Lübeck. Dies war die Geburtsstunde der schwedischen Marine. Die Wasa war im 17. Jahrhundert ein Schiff der schwedischen Marine, welche damals als Königlich-Schwedische Marine (Kungliga flottan) bekannt war.
Das Amphibische Korps datiert auf den 1. Januar 1902, als eine separate „Küstenartillerie“ (Kustartilleriet) aufgestellt wurde und Marinen fortan als Name der gesamten Waffengattung fungierte. In der letzten Dekade des 20. Jahrhunderts wurden die Küstenbefestigungen aufgegeben und die Truppe in eine reguläre Marineinfanterie umgeformt, die seit 2000 die Bezeichnung Amphibisches Korps trägt.
In einer angespannten Phase des Kalten Kriegs sah sich die schwedische Marine Anfang der 1980er Jahre mehrmals mit „Phantom-“ bzw. sowjetischen U-Booten konfrontiert, die in die Schären eindrangen. Am 27. Oktober 1981 lief das sowjetische U-137 der Whiskey-Klasse in einem Sperrgebiet vor Karlskrona auf Grund, was einen internationalen Eklat zur Folge hatte.
Nach dem Ende der Ost-West-Konfrontation nach dem Zerfall der Sowjetunion wurde die Marine verkleinert, insbesondere die Landverbände, namentlich die Küstenverteidigungsbatterien, wurden stark verkleinert.
Seit 2006 beteiligt sich Schweden mit der Marine bei UN-Missionen. Die HMS Gävle war an der UNIFIL Mission vor dem Libanon beteiligt.
Zwei Jahre nach der russischen Besetzung der Krim beschloss Schweden 2016 wieder eine Küstenverteidigungsfähigkeit aufzubauen. Diese Initiative mündete im Frühjahr 2025 in der Aufstellung des 32. Küstenflugkörperbataillons.

## Auftrag

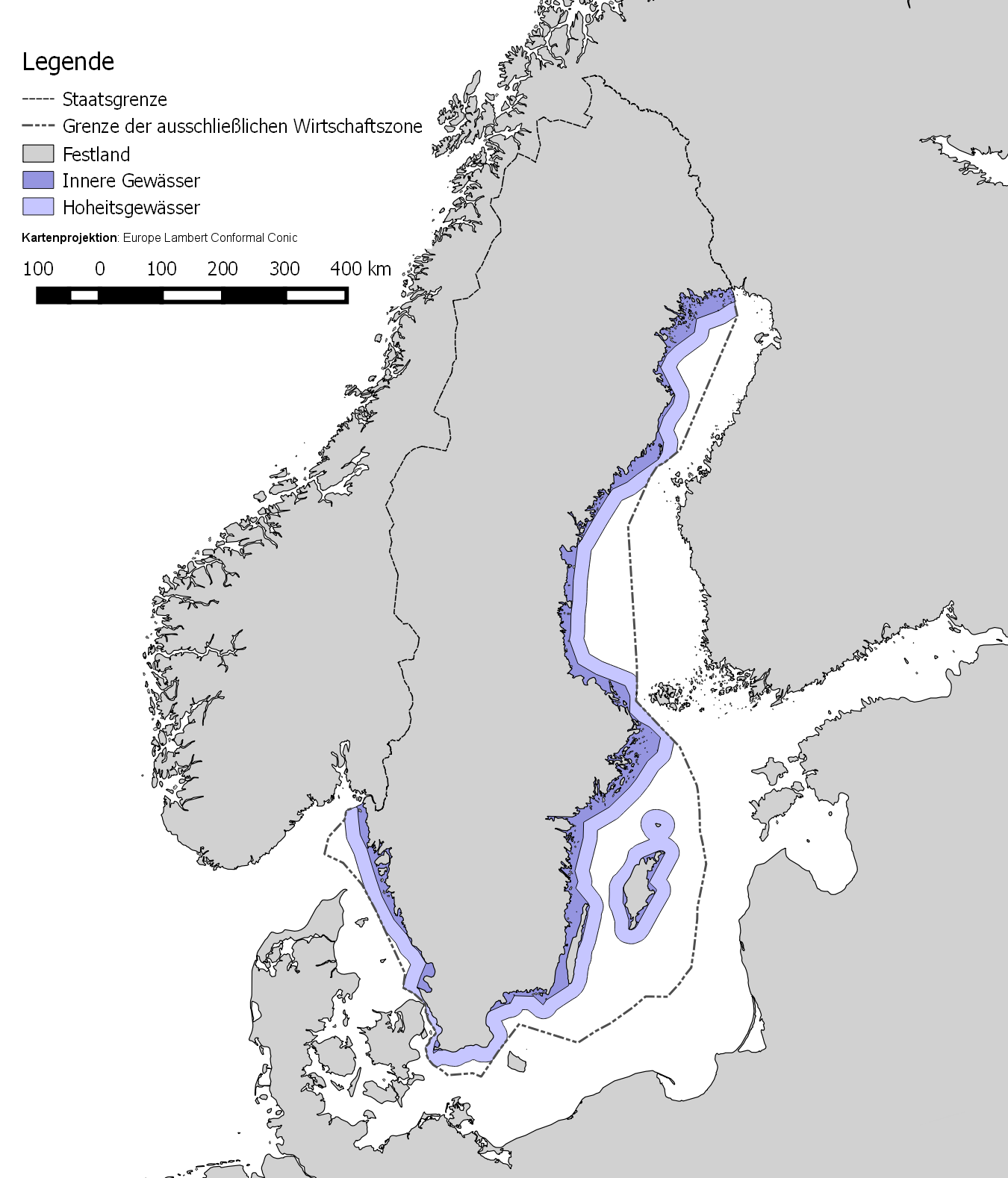
Hauptaufgabe der schwedischen Marine war und ist der Schutz der schwedischen Hoheitsgewässer und der beanspruchten Wirtschaftszone

Für viele Jahre hatte die schwedische Marine nur einen Auftrag: eine Großinvasion über die Ostsee zu stoppen, vorzugsweise, indem sie große Verluste verursachte, bevor der Feind die Küste erreichte. Mit dem Zerfall der Sowjetunion verschwand diese Bedrohung und der Auftrag wurde in Teilen neu definiert. Es steht heute noch der Verteidigungscharakter der Marine im Vordergrund, jedoch sind internationale Operationen im Rahmen der EU-Mitgliedschaft Schwedens und der UN denkbar.
Die Armee und die Luftwaffe sind bei UN-Missionen stark vertreten. Die Marine verfügte bisher nicht über die dazu notwendige Ausrüstung, da sie zu sehr auf die Küstenverteidigung spezialisiert gewesen war. Dies ändert sich mit der Einführung der neuen Visby-Korvetten, die annähernd der bei internationalen Missionen notwendigen Größe entsprechen.

## Organisation

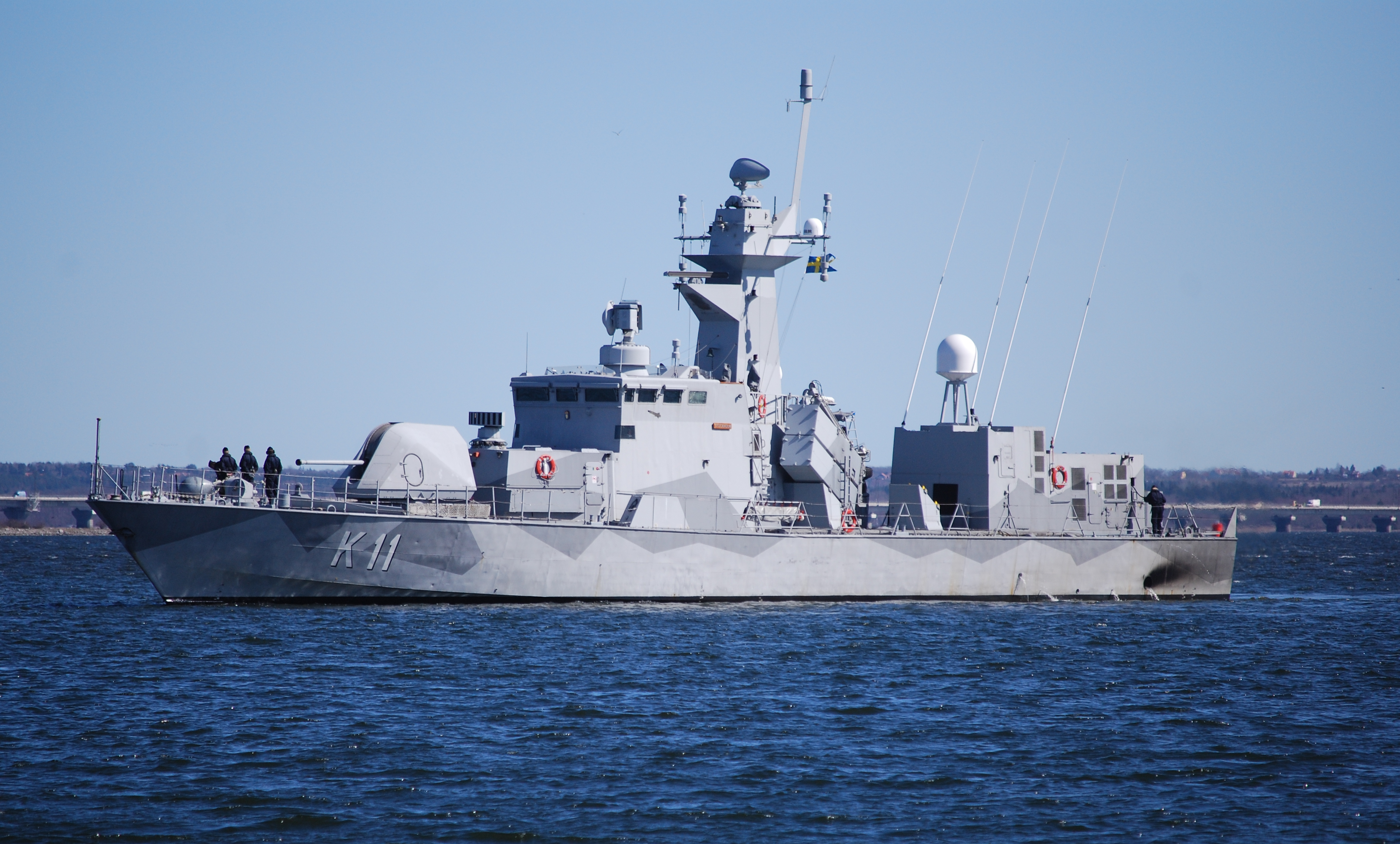
Korvette HMS Stockholm

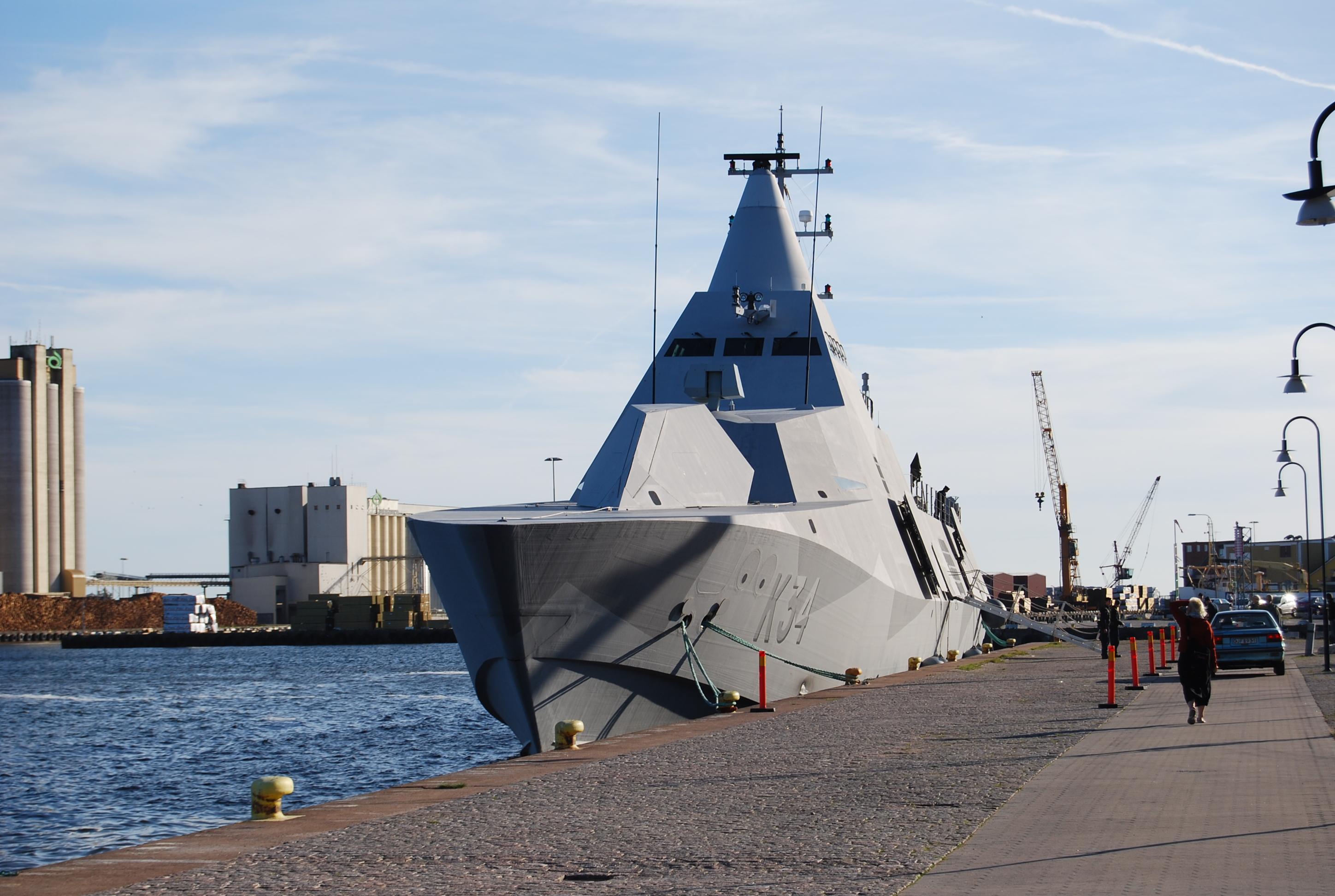
Korvette HMS Nyköping

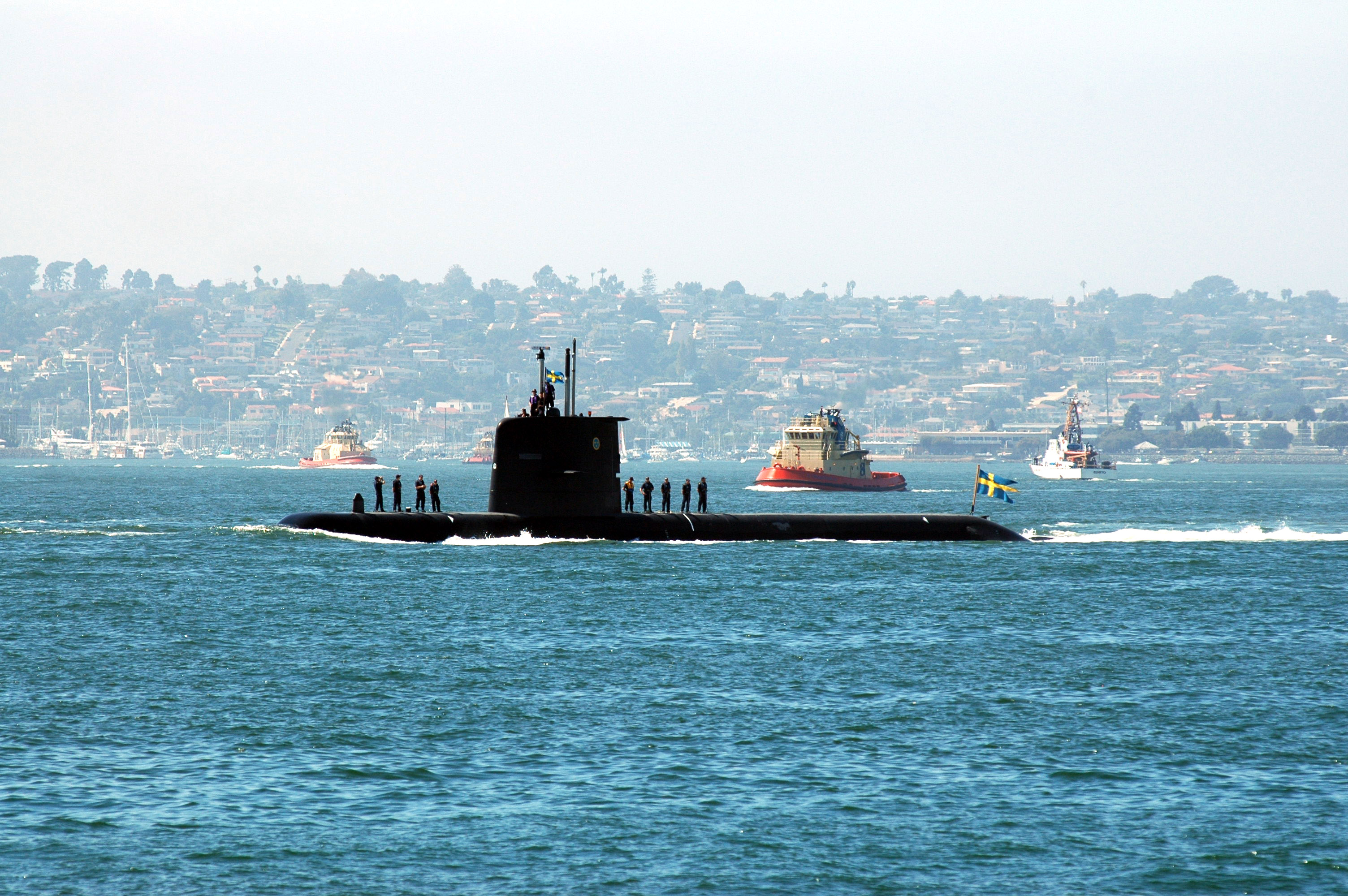
HMS Gotland

Die Marine wurde in der Vergangenheit von dem meist im Rang eines Vizeadmirals stehenden Marinekommandeur (Chefen för Marinen, CM) geleitet. Dieses Amt wurde abgeschafft, die Führung der Marine seit 1995 mehrfach umstrukturiert und umbenannt. Aktuelle Befehlshaberin der Seestreitkräfte (Marinchef) ist Konteradmiral Ewa Skoog Haslum.
Das Amphibische Korps benutzt dieselbe Rangordnung wie die Armee. Der ehemalige Oberkommandierende der schwedischen Streitkräfte, Håkan Syrén, stammte aus dieser Teilstreitkraft der Marine.

### Marineeinheiten
- 1. U-Boot-Flottille (1. ubflj), stationiert in Karlskrona
- 3. Kriegsmarineflottille (3. sjöstridsflj), inklusive (seit 2025) des 32. Küstenflugkörperbataillons (32. kustrobotdivisionen)[3], stationiert in Karlskrona
- 4. Kriegsmarineflottille (4. sjöstridsflj), stationiert in Berga und Skredsvik

### Amphibische Einheiten
- Stockholmer Amphibienregiment (Amf 1), stationiert in Berga
- Alvsborger Amphibienregiment (Amf 4), stationiert in Göteborg

## Sonstige Verbände
- Seekriegszentrum (Sjöstridsskolan), die Ausbildungseinrichtung der Marine in Karlskrona

### Stützpunkte
- Marinebasis Karlskrona (MarinB Karlskrona / Karlskrona örlogsbas)
- Marinebasis Muskö (Musköbasen / Muskö örlogsbas)

## Ausrüstung
Anders als ausländische Seestreitkräfte wurde die schwedische Marine ab 1958 in eine reine Küstenverteidigung umgeformt. Sie verfügt daher nicht über Einheiten mit großem Einsatzbereich, wie etwa Flugzeugträger, Kreuzer, Atom-U-Boote und Zerstörer. Die größten Kampfschiffe sind heute Korvetten. Dies beschränkt den Aktionsradius der Marine. Kleinere Schiffe wurden für einen Einsatz an der Küste, in den Schären und in der Ostsee als besser geeignet angesehen.
Die meisten Überwassereinheiten der schwedischen Marine sind nach schwedischen Städten, die U-Boote dagegen nach schwedischen Provinzen benannt. Die Überwassereinheiten sind größtenteils klein und verlassen sich auf Schnelligkeit und Flexibilität. Beispiele dafür sind die Korvetten der Stockholm- und der Göteborg-Klassen. Die neuesten Schiffe sind die in den Jahren 2000 bis 2006 in Dienst gestellten, deutlich größeren Stealth-Korvetten der Visby-Klasse. Eine neue U-Boot-Klasse Gotland, die der älteren Västergötland-Klasse ähnelt, wurde in den Jahren 1992 bis 1996 in Dienst gestellt. Ihr luftunabhängiger Stirlingmotor ermöglicht eine bei konventionellen U-Booten bisher ungekannte Dauer der Unterwasserfahrt. 2022 verfügt die schwedische Marine über vier U-Boote (drei der Gotland-Klasse und eins der Västergötland-Klasse).
Haupttransportfahrzeug des Amphibischen Korps ist das Stridsbåt 90H, ein kleines für 21 Soldaten ausgelegtes Kampfboot für schnelle Transporte und Landungen in den Schären. Das Korps ist mit größeren Transportbooten ausgerüstet, hängt jedoch für schwere Transporte und Rückendeckung von den Seestreitkräften ab.